# Taj Mahal Palace & Tower

El Taj Mahal Palace es un prestigioso hotel ubicado en la región Colaba de Bombay, India, junto a la Puerta de la India. Este hotel, inaugurado en 1903, pertenece al grupo Taj Hotels, Resorts and Palaces, del cual es el emblema. Hace gala de una lista de huéspedes distinguidos entre los cuales se encuentran Mick Jagger, John Lennon y Yoko Ono, Jacques Chirac, el Duque de Kent y la Duquesa de Kent, el Rey Haraldo V de Noruega y la Reina Sonia, Marianne Faithfull, el Príncipe Felipe, el Príncipe Carlos, los Beatles, Bill Clinton, Jacqueline Onassis y Elvis Presley.

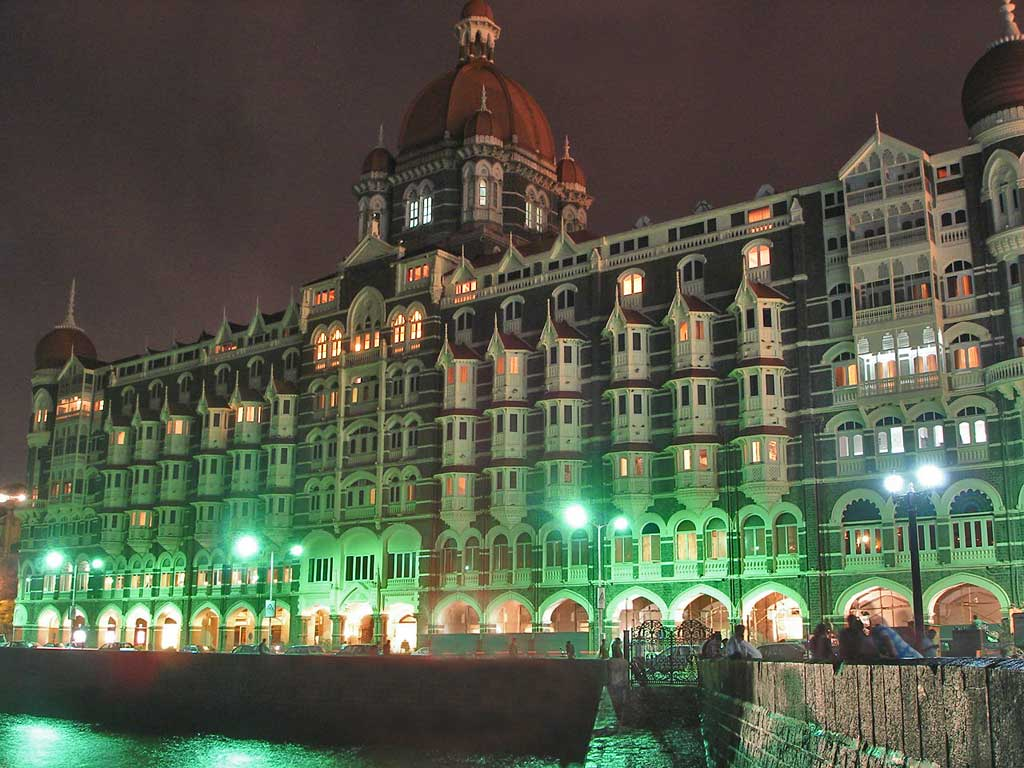
Vista nocturna del Taj Mahal Palace.

Desde un punto de vista arquitectónico, el Taj Mahal Palace y la Torre son dos edificios distintos, construidos en épocas diferentes con estilos diferentes. La Torre se denomina Taj Intercontinental.

## Historia
El Taj Mahal Palace fue promovido por Jamsetji Tata y abrió sus puertas por primera vez el 16 de diciembre de 1903. Se dice que Tata decidió construir el lujoso hotel después que se le negó la entrada a uno de los grandes hoteles de su tiempo, el Watson’s Hotel, cuyos servicios eran “exclusivos para blancos”. El arquitecto original fue Sitaram Khanderao Vaidya y D. N. Dirza, sin embargo el proyecto fue finalizado por el ingeniero inglés W. A. Chambers. El costo de la construcción fue de 421 millones de rupias. Durante la Primera Guerra Mundial el hotel fue convertido en un hospital de 600 camas.
En 2008 fue uno de los hoteles atacados durante la cadena de atentados terroristas que sufrió la ciudad el 26 de noviembre.